# Koboltblåsmyg
Koboltblåsmyg (Malurus cyanocephalus) är en fågel i familjen blåsmygar inom ordningen tättingar.

## Utseende och läte
Koboltblåsmygen är en liten och långstjärtad fågel med mörk ögonmask, ljusblå hjässa och rest stjärt. Hanen har i övrigt enfärgat djupblå fjäderdräkt, medan honan är rostbrun ovan och vit på bröstet. Honan liknar fläckkronad blåsmyg, men saknar denna arts vita vingband och vita strimma i ansiktet. Sången består av en serie blandade melodiska toner. Lätet är ett torrt "churr".

## Utbredning och systematik
Koboltblåsmyg delas in i tre underarter:
- Malurus cyanocephalus cyanocephalus – förekommer i lågland av västra Nya Guinea samt på öarna Salawati och Yapen
- Malurus cyanocephalus mysorensis – förekommer i lågland på Biak (utanför norra Nya Guinea)
- Malurus cyanocephalus bonapartii – förekommer på södra Nya Guinea och Aruöarna

## Levnadssätt
Koboltblåsmygen är den i sitt utbredningsområde vanliga blåsmygen i skogsbryn och buskage i låglänta områden och förberg. Den födosöker i smågrupper i tät undervegetation.

## Status och hot
Arten har ett stort utbredningsområde, men tros minska i antal, dock inte tillräckligt kraftigt för att den ska betraktas som hotad. Internationella naturvårdsunionen IUCN listar arten som livskraftig (LC).